# 高銓
高銓（1443年—1511年），字宗选，南京揚州府江都縣（今江蘇省揚州市）人，明朝南京戶部尚書。高淓之父。

## 生平
成化元年（1465年）乙酉科應天鄉試第二十二名，成化五年（1469年）登己丑科進士，任南京大理寺右評事。成化十四年，改山東按察司僉事；成化十七年，授浙江按察司僉事。成化二十年，任河南按察司僉事。弘治元年，任浙江按察司副使。弘治五年，升任河南按察使。弘治八年，改河南右布政使。次年，授右副都御史，巡撫保定等地。弘治十三年，改南京工部右侍郎。正德元年，升任南京都察院右都御史、南京戶部尚書。正德二年，朝議舉薦其為左都御史，而劉瑾則勒令其致仕，后因隆平侯家襲爵事連坐除名，罰米五百石。劉瑾被誅后，恢復官職致仕，贈太子少保。